# Rugby 7 en los Mini Juegos del Pacífico de 1997
El torneo masculino de rugby 7 en los Mini Juegos del Pacífico de 1997, fue la primera oportunidad en que el rugby 7 fue considerado como uno de los eventos de la cita multideportiva.
Se disputó en la ciudad de Pago Pago en la Samoa Americana.

## Medallero
| Pos | Equipo          |
| --- | --------------- |
|     | Samoa           |
|     | Samoa Americana |
|     | Islas Salomón   |

| Bandera de Samoa |
| Campeón Samoa    |
| 1.er título      |